# Gazu hyakki yagyō
Gazu hyakki yagyō (画図百鬼夜行, La Parade nocturne illustrée des cent démons) est le premier album de l'artiste japonais Toriyama Sekien, de la célèbre série Gazu Hyakki Yagyō e-hon, publié en 1776. Ces albums sont des bestiaires surnaturels, collections de fantômes, d'esprits, d'apparitions et de monstres dont beaucoup proviennent de la littérature, du folklore et d'autres arts japonais. Ces œuvres ont exercé une profonde influence sur l'imagerie yōkai ultérieure au Japon. Les différentes créatures sont ainsi décrites et représentées :

## Premier volume - 陰
Le premier volume du Gazu Hyakki Yagyō comprend les créatures démoniaques suivantes :

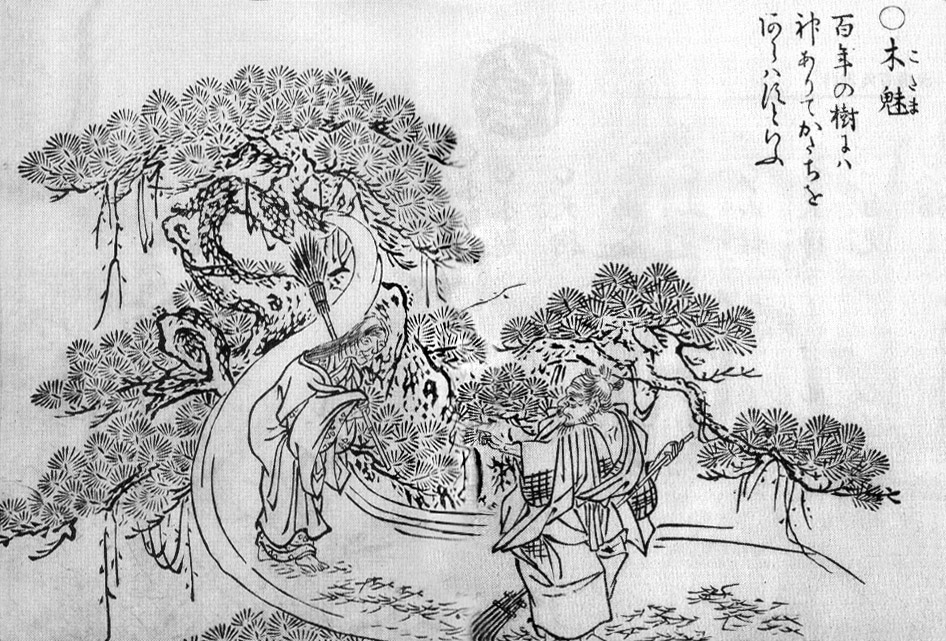
Le kodama (木魅?). Commentaire de Sekien : Un esprit (kami) dont on dit qu'il apparaît dans les arbres centenaires. (百年の樹には神ありてかたちをあらはすといふ。?)
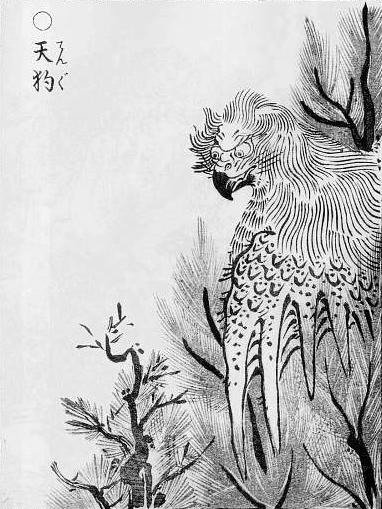
Le tengu (天狗?) est un démon-oiseau populaire dans le folklore japonais.
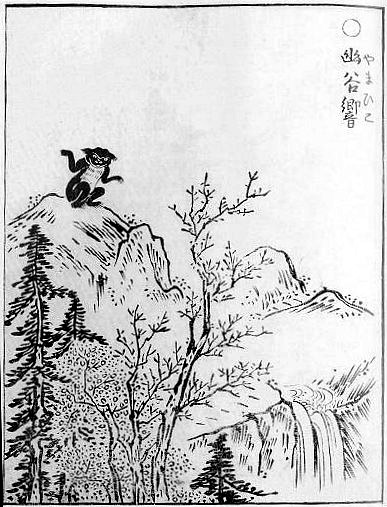
Le yamabiko (幽谷響?) signifie « écho », aussi Sekien probablement veut-il dire que cette créature est un esprit qui imite les sons dans les montagnes.
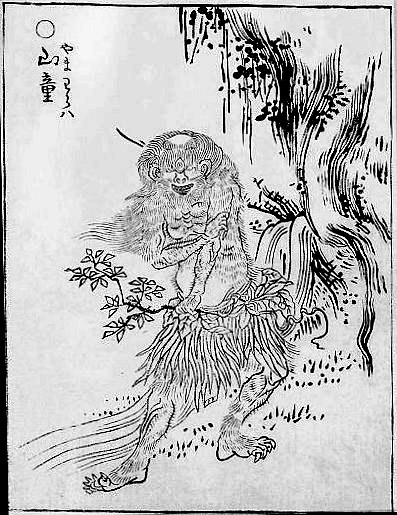
Le yamawarawa (山童?), communément appelée yamawaro, est une créature vivant dans la montagne, originaire de Kyūshū, parfois considérée comme la forme empruntée par le kappa en hiver.
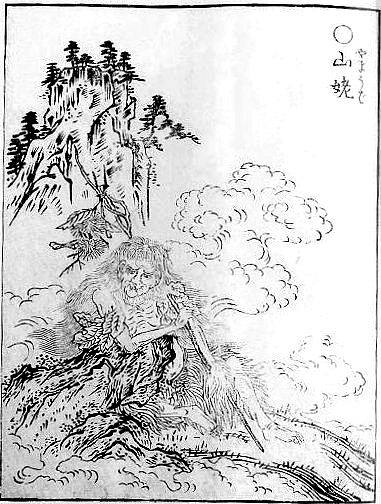
Le yamauba (山姥?), la sorcière des montagnes, est une constante des contes populaires japonais.
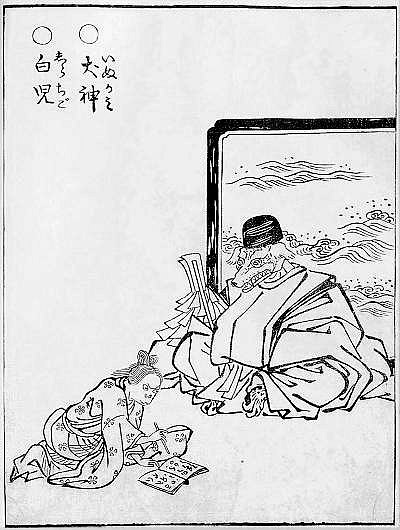
L’inugami (犬神?) est un esprit-chien qui fait les enchères[pas clair] pour certaines familles de Shikoku. Sekien le dépeint de façon anthropomorphe, portant un chapeau eboshi. Il est accompagné d'une plus petite créature appelée Shirachigo (白児?) qui est peut-être une création de Sekien.
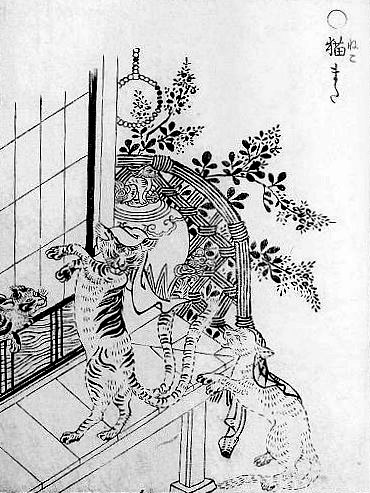
Le nekomata (猫股?) est un chat dont la queue fourchue révèle qu'il est devenu une dangereuse créature surnaturelle.
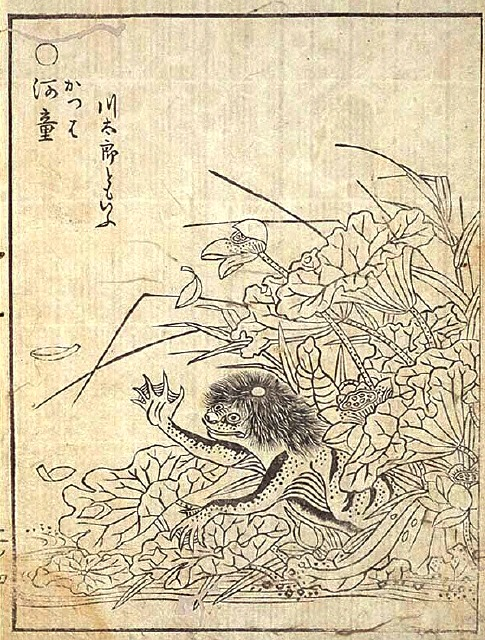
Le kappa (河童?) est un lutin des eaux bien connu. Commentaire de Sekien : Il est aussi appelé kawatarō. (川太郎ともいふ。?)
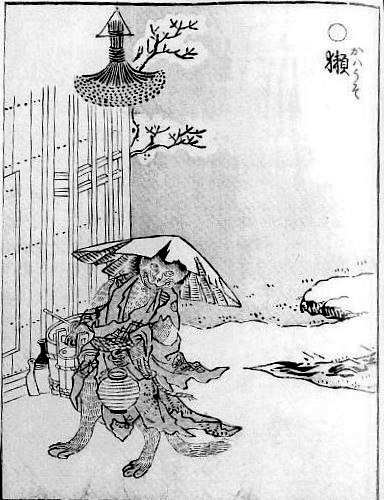
Une loutre (kawauso (川獺?)) essayant ici d'apparaître sous forme humaine.
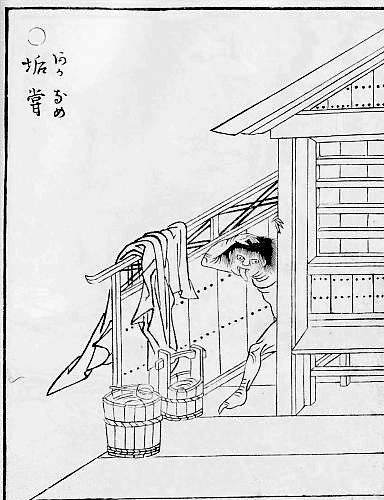
L’akaname (垢嘗?) est une créature que Sekien illustre tapie dans une salle d'eau démodée. Son nom signifie « lèche-crasse », aussi n'est-il pas difficile d'imaginer à quoi sert sa langue protubérante.
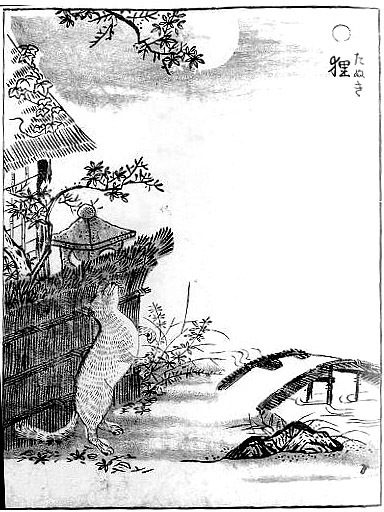
Le tanuki (狸?) est un animal apparaît fréquemment dans la folklore japonais.
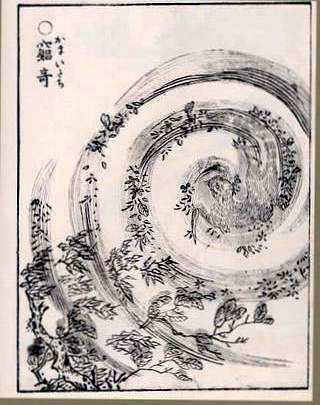
Le kamaitachi (鎌鼬?) est un esprit du vent tourbillonnant. Sekien est le premier à l'imaginer comme une créature semblable à la belette du japon, comme s'il s'agissait d'illustrer un jeu de mots.
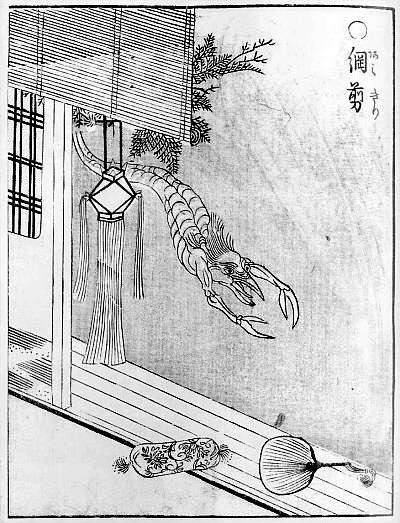
L’amikiri (網剪?) est illustrée par Sekien comme une petite créature semblable à un serpent avec une tête d'oiseau et des pinces de homard. Son nom signifie « coupe net ».
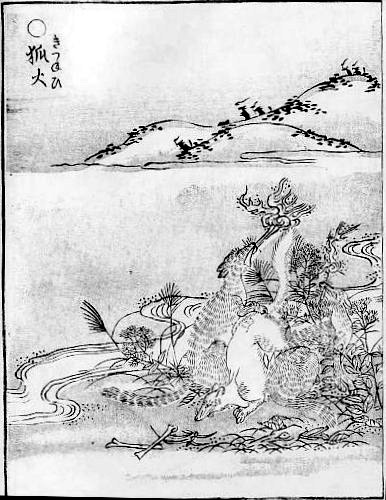
Le kitsunebi (狐火?) est un feu de fantôme créé par des renards.

## Deuxième volume - 陽
Le deuxième volume du Gazu Hyakki Yagyō comprend les créatures suivantes :

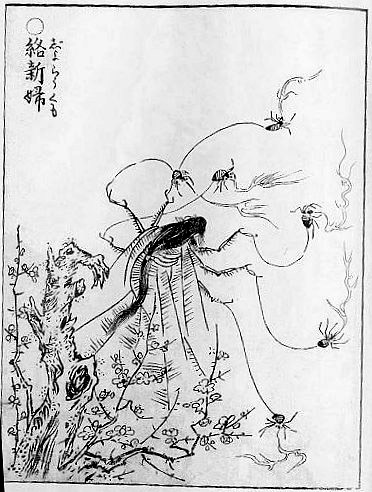
Le jorōgumo (絡新?) signifie « araignée prostituée » mais le nom est écrit avec des caractères qui signifient « mariée entrelaçante ».
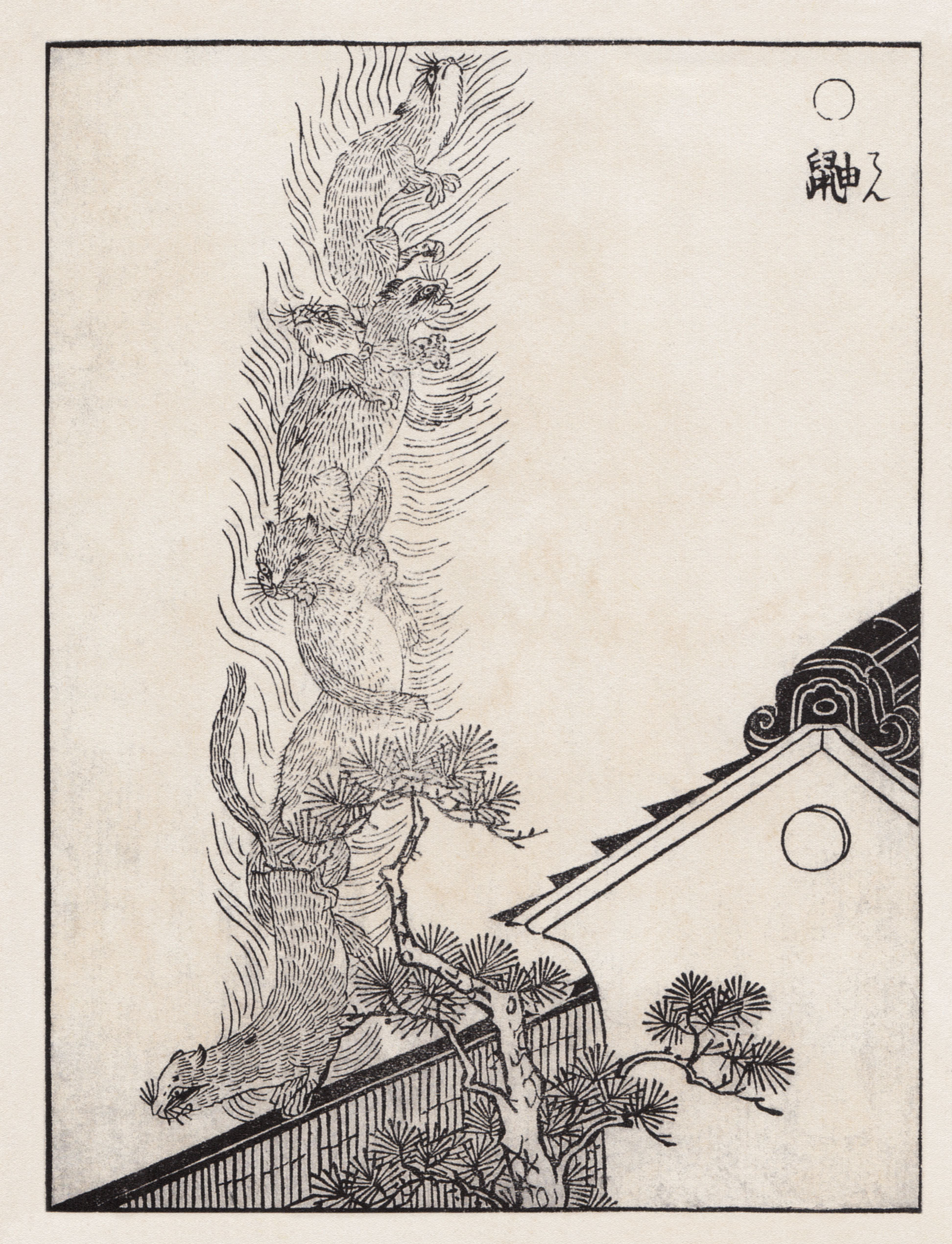
Les ten (?) sont des martres qui forment une colonne qui émet une flamme mystérieuse.
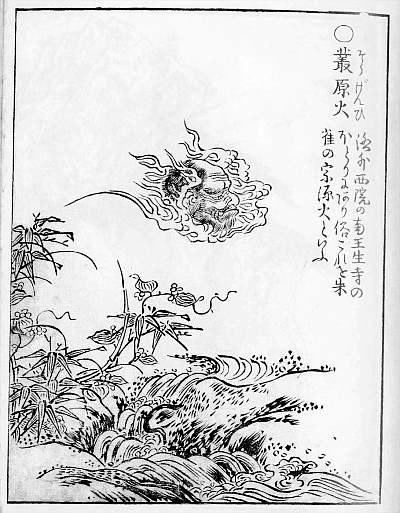
Le sōgenbi (?). Ccommentaire de Sekien : Peut se trouver à l'ouest de Saiin hors de la capitale, près du temple de Mibudera. En argot, on l'appelle sōgenbi de Suzaku. (、。。?). Cela est basé sur une véritable légende de Kyoto, relative à un moine qui avait volé une lampe à huile.
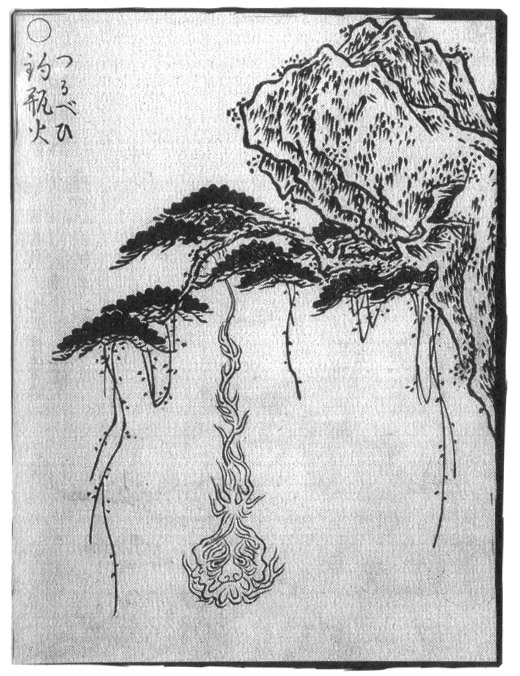
Le tsurubebi (?) est une boule de feu qui tombe d'un arbre. Peut-être en relation avec le tsurube-otoshi.
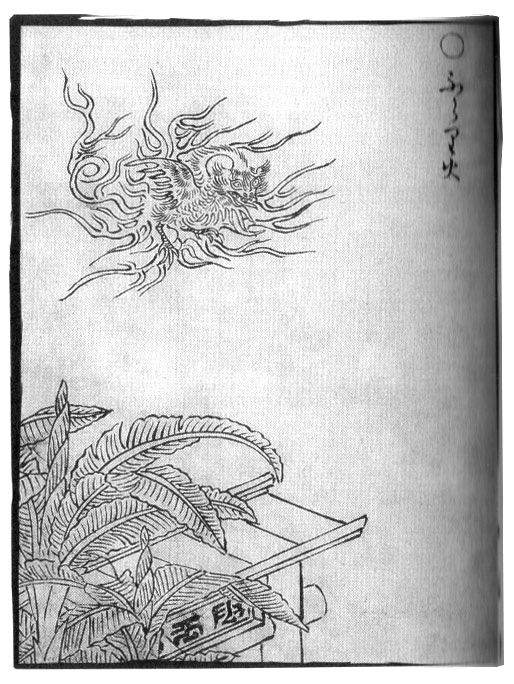
Le furaribi (?) signifie « flamme errante ».
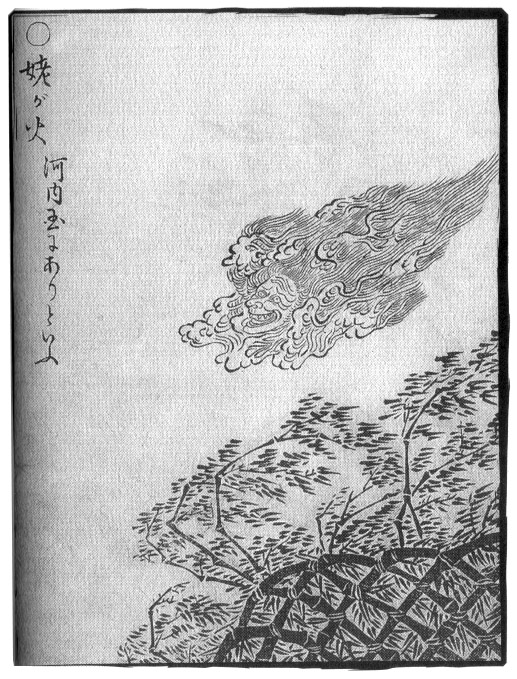
L’ubagabi (?). Commentaire de Sekien : On dit qu'elle apparaît dans la province de Kawachi. (。?) Cette image partage son nom avec une véritable légende de Kyoto.
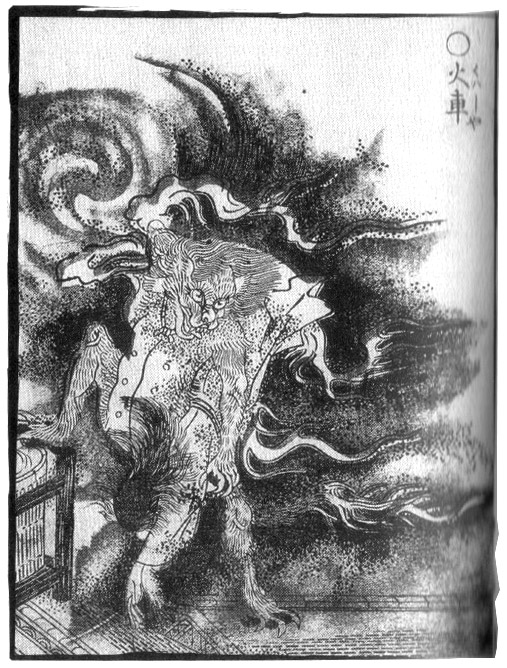
Le kasha (?) est un monstre félin qui vole les cadavres durant les funérailles.
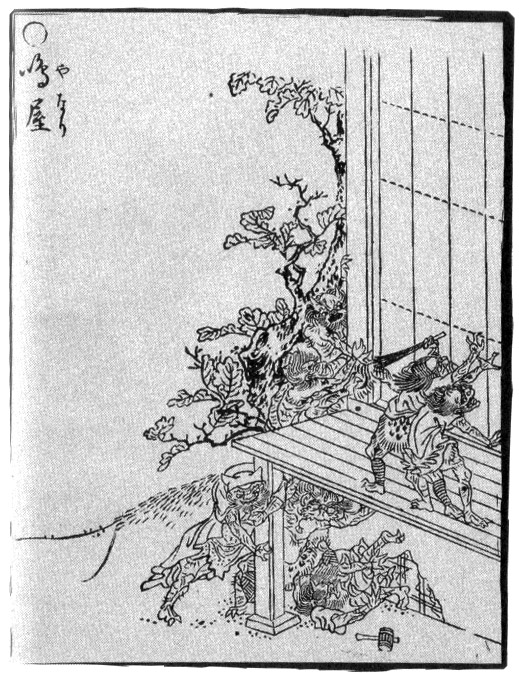
Le yanari (?) renvoie aux craquements des vieilles maisons, causés par ces petits démons.
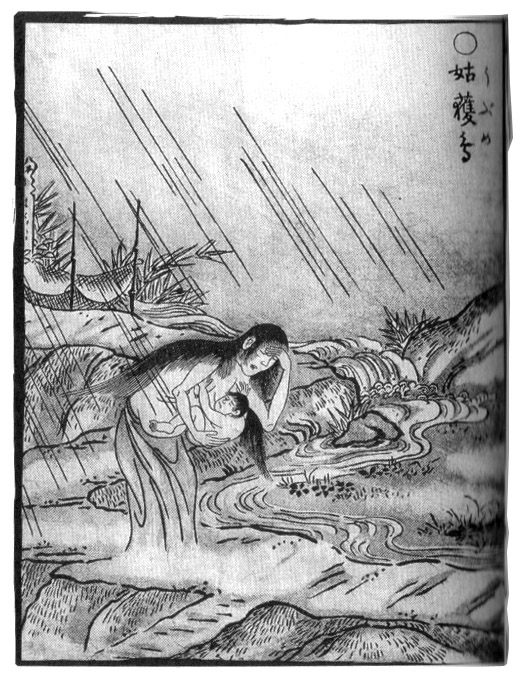
L’ubume (?) est le fantôme d'une femme enceinte qui apparaît portant son enfant près des étendues d'eau.
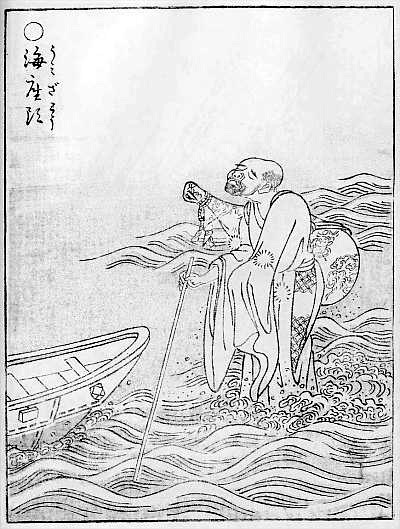
L’umizatō (?) est un aveugle qui marche à la surface de la mer.
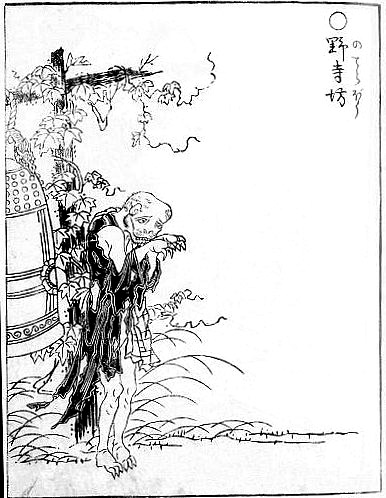
Le Noderabō est une étrange créature qui se tient près de la cloche d'un temple.
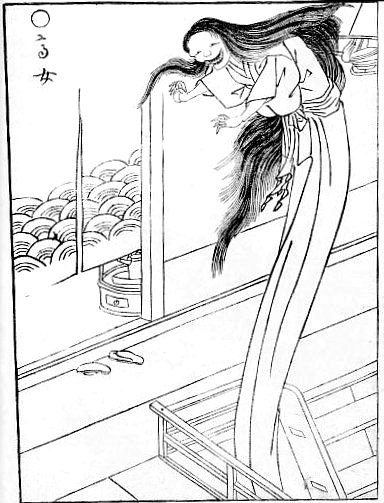
Le takaonna (?, « grande femme ») est un monstre féminin qui s'étire pour regarder au deuxième étage d'une maison.
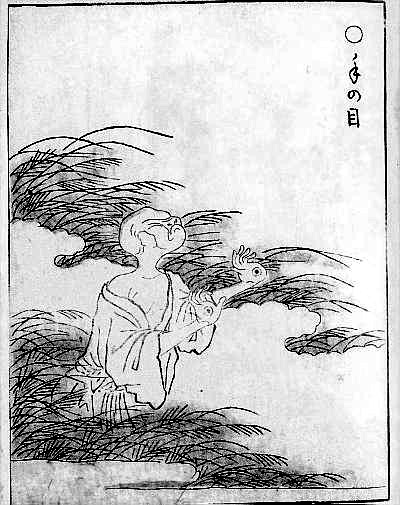
Le tenome (?) est une créature avec ses yeux dans la paume des mains.
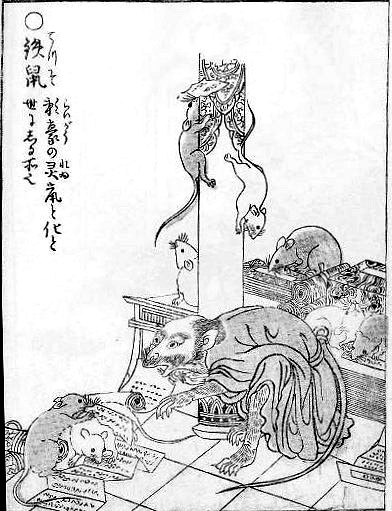
Le tesso (?). Commentaire de Sekien : Raigō devient un esprit-rat et se lance dans le monde. (、也。?) Raigō Anjari est un prêtre de Mii-dera dédaigné par l'empereur en faveur de Enryaku-ji et selon la légende, il devient un essaim de rats qui sème la dévastation dans le temple rival.
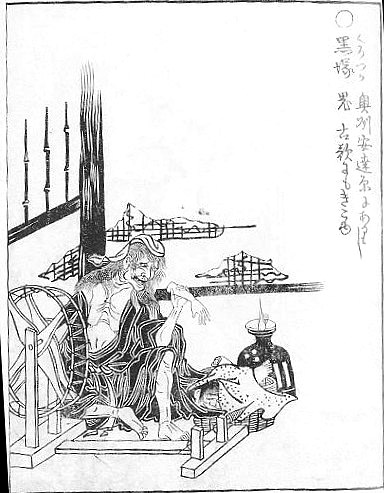
Le kurozuka (ja:黒塚?) est la tristement célèbre sorcière cannibale de Adachigaharaa[1].
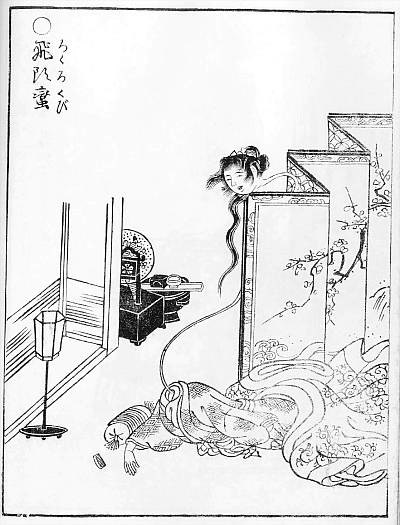
Le rokurokubi (飛頭蛮?) est une femme qui souffre d'une maladie surnaturelle qui fait que sa tête s'éloigne de son corps la nuit en flottant tandis que son cou s'étire indéfiniment[2].
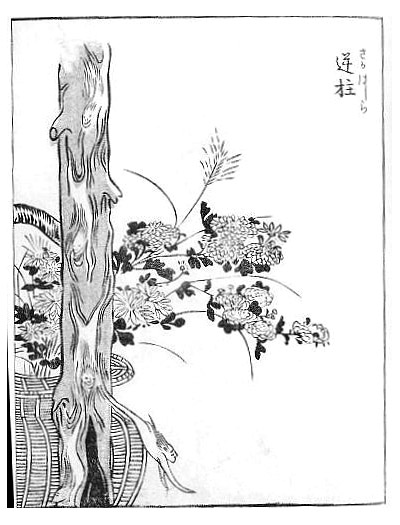
Le sakabashira (ja:逆柱?) est un pilier qui a été installé à l'envers ce qui fait que la maison est hantée[3].
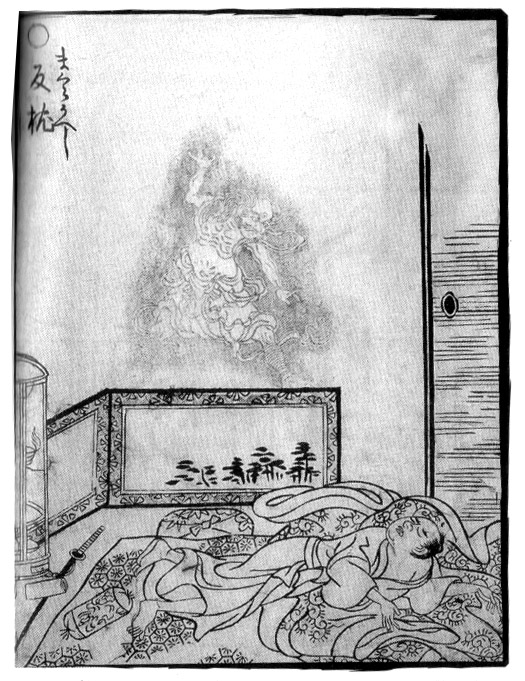
Le makuragaeshi (反枕?) est un esprit qui vous prend l'oreiller de dessous la tête pendant votre sommeil et le met sous vos pieds à la place[4].
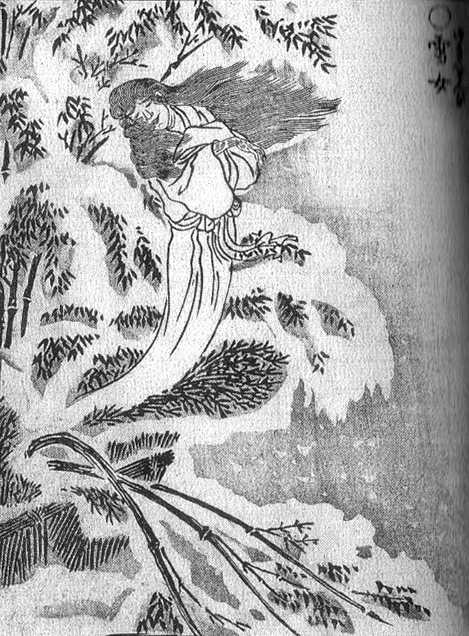
Le yuki-onna (?) est un pâle esprit féminin qui apparaît dans la neige et parfois amène les gens à mourir de froid[5].
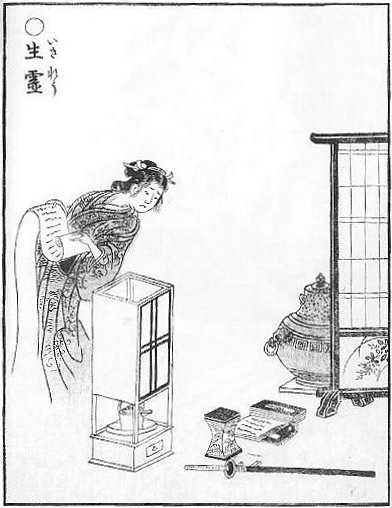
L’ikiryō (?) est un « fantôme vivant », un esprit qui apparaît hors de son propre corps alors que son propriétaire est encore en vie. Il appartient souvent à une femme hantée par la jalousie[6].
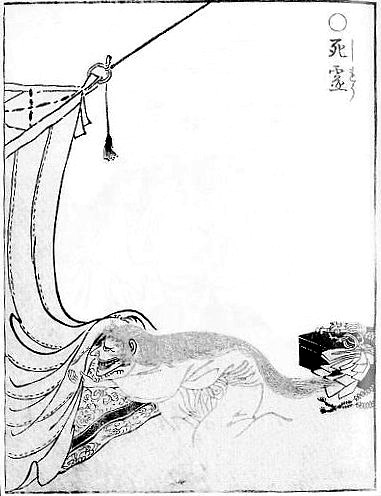
Le shiryō (?) est l'esprit d'une personne morte.
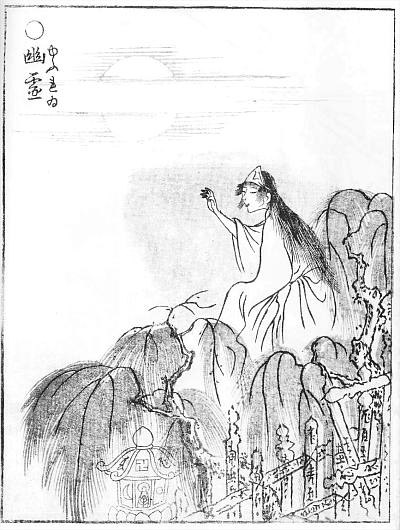
Le yūrei (?) est un fantôme.

## Troisième volume - 風
Le troisième volume du Gazu Hyakki Yagyō comprend les créatures suivantes :

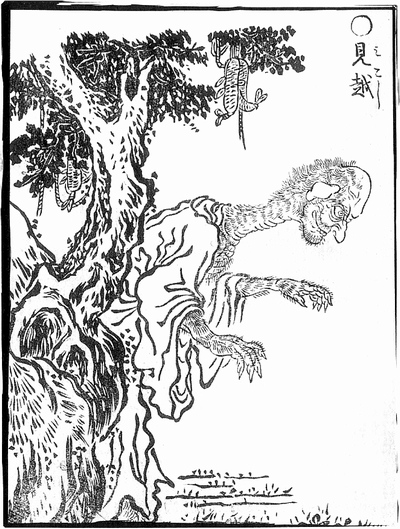
Le mikoshi, ou mikoshi-nyūdō (見越, ja:見越し入道?) est une créature au long cou dont la taille grandit aussi vite que l'on peut la regarder[7].
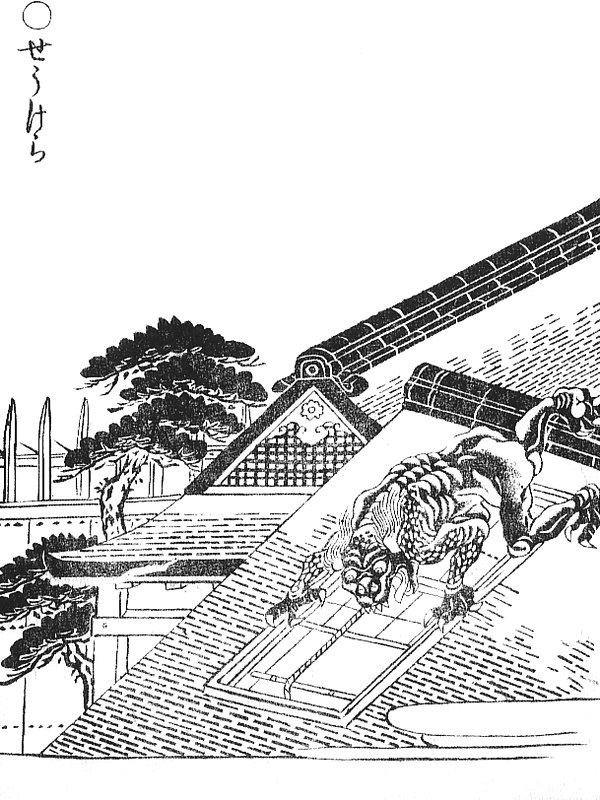
Le shōkera (ja:しょうけら?) est une créature qui jette un œil par la lucarne des vieilles maisons[8].
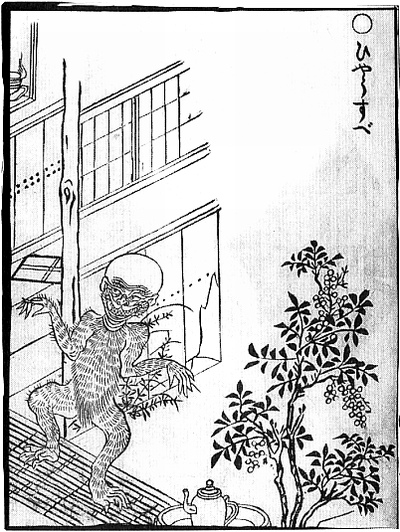
Le hyōsube (ja:ひょうすべ?) est une créature ressemblant à un singe et apparentée au kappa[9].
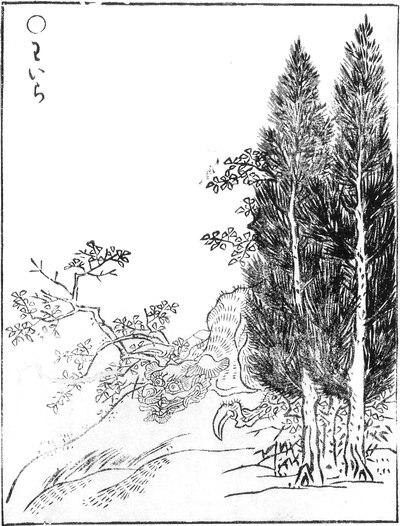
Le waira (ja:わいら?) est une grosse bête qui se cache dans les montagnes et dont on sait peu de choses[10].
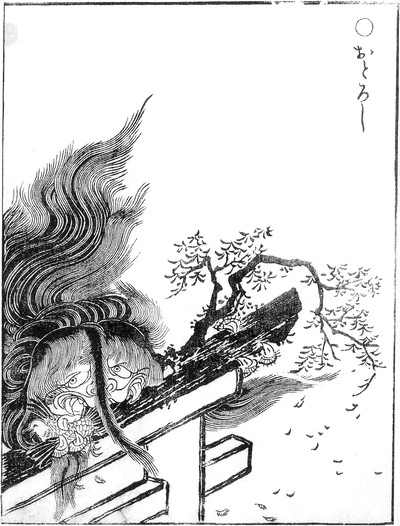
L’otoroshi (ja:おとろし?) est une créature velue assise en haut des toriis et dont on pense qu'elle est la gardienne du sanctuaire[11].
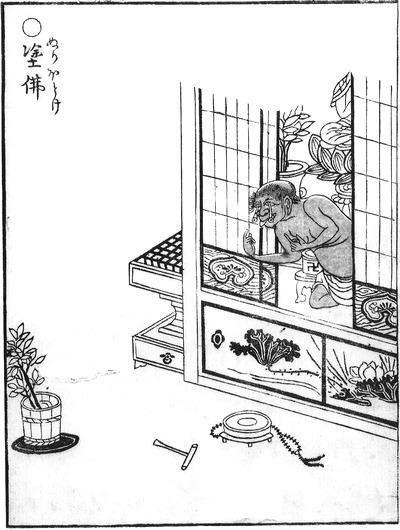
Le nuribotoke (ja:塗仏?)
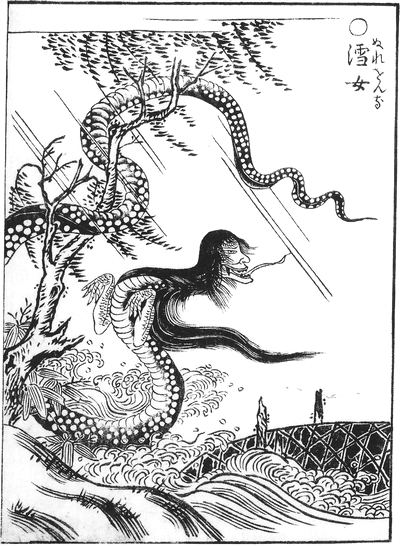
Le nure-onna (濡れ女?)
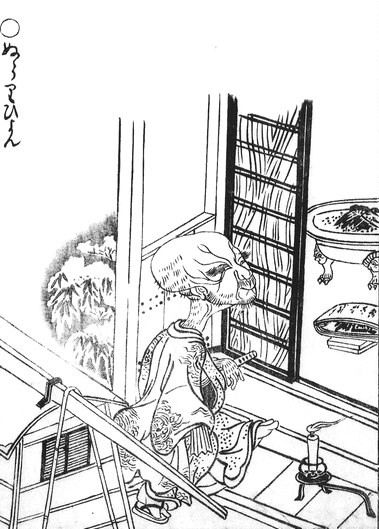
Le nurarihyon (ぬらりひょん?)
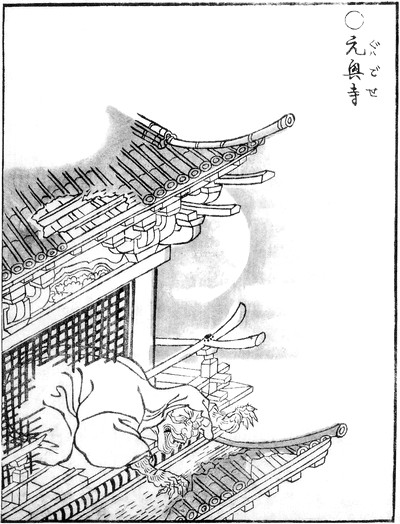
Le gagoze (元興寺?)
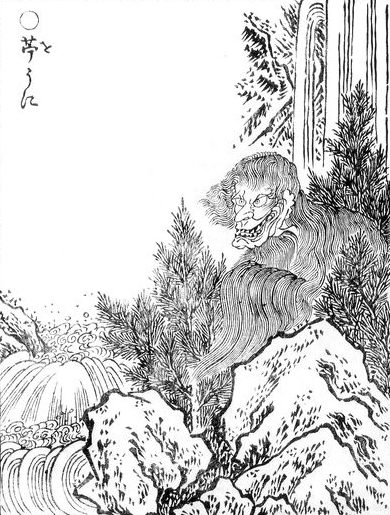
L’ōni (ja:苧うに?)
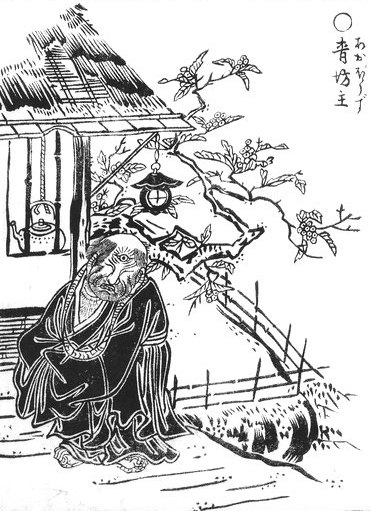
L’aobōzu (青坊主?)
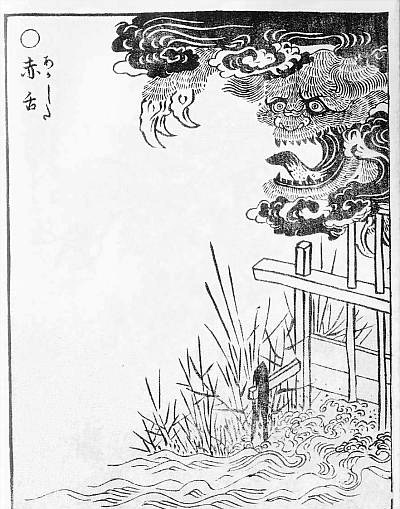
L’akashita (赤舌?)
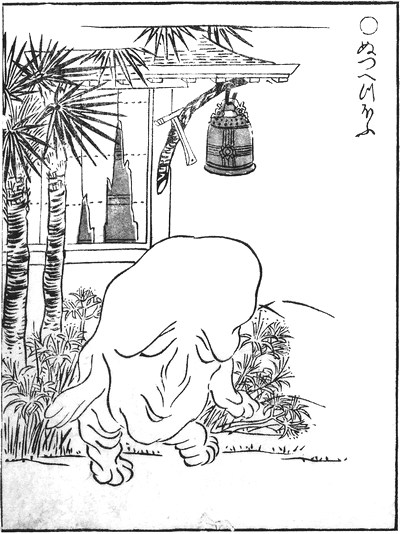
Le nuppeppō (ぬっぺっぽう, ぬっぺふほふ?)
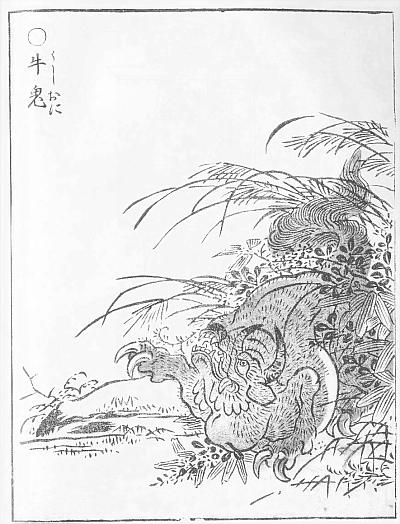
L’ushioni (牛鬼?)
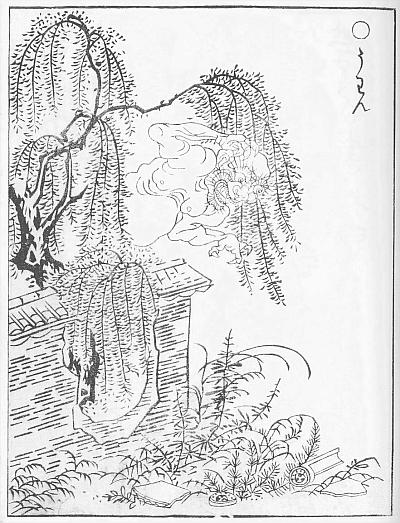
L’uwan (うわん?)

## Source de la traduction
- (en) Cet article est partiellement ou en totalité issu de l’article de Wikipédia en anglais intitulé « Gazu Hyakki Yagyō » (voir la liste des auteurs).